# Thérèse Bonney
Thérèse Bonney (nascuda Mabel Bonney, Syracuse, Nova York, 15 de juliol de 1894 - París, França, 15 de gener de 1978) va ser una fotoperiodista, fotògrafa de guerra i publicista nord-americana.
Bonney fou coneguda per les seves imatges durant la Segona Guerra Mundial al front rus-finlandès. El seu esforç bèl·lic li va valdre la condecoració de la Croix de Guerre el maig de 1941 i un dels cinc graus de la Légion d'honneur. Va publicar les seves imatges a la revista Life i altres publicacions i va signar diversos assajos fotogràfics.

## Formació
Bonney va obtenir una llicenciatura en arts a la Universitat de Califòrnia, Berkeley, el 1916 i un màster l'any següent al Radcliffe College de Cambridge, Massachusetts. Es va establir a París i va estudiar a la Sorbona entre 1918 i 1919, publicant una tesi sobre les idees morals al teatre d'Alexandre Dumas, pare. Va obtenir el títol de doctora en lletres el 1921. Així, es va convertir en la persona més jove, la quarta dona i la desena americana de qualsevol sexe a obtenir el títol de la institució. També va ser la primera americana a rebre una beca de la Sorbona. Després de graduar-se, va rebre ajuda financera de diverses fonts, entre les quals la Beca Horatio Stebbins, les beques Belknap, Baudrillart i Billy, i la beca Oberländer de la Carl Schurz Memorial Foundation el 1936, que li va permetre estudiar les contribucions alemanyes a la història de la fotografia.

## Agència d'imatges i notícies
Treballant com a corresponsal de Le Figaro, va fundar el Bonney Service, el primer servei nord-americà de premsa il·lustrada a Europa, que subministrà text i fotografies a mitjans de comunicació de 33 països entre 1923 i 1938. Venia les impressions fotogràfiques a diversos clients-subscriptors, principalment als EUA (en una mena d'idea precursora de l'agència de notícies il·lustrada d'avui), i cobrava tarifes pels drets de reproducció d'una manera més tradicional.
En aquest moment, la majoria de les fotografies no eren encara obra de la pròpia Bonney, sinó recopilades de fonts com ara col·leccions de companys fotògrafs, agències fotogràfiques, arquitectes, botigues i establiments diversos. Fervent autopublicista, Bonney adquiria les imatges directament de les exposicions, les botigues, fabricants, arquitectes i dissenyadors de mobles, ceràmica, joieria i altres arts aplicades. Escrivia subtítols i els enganxava a la part posterior de les impressions fotogràfiques. Aquestes fotografies, de vegades recollides sense permís, es van publicar àmpliament, tant amb els crèdits corresponents com sense.
A finals de la dècada de 1920 i principis de la dècada de 1930 Bonney va escriure diverses guies sobre la ciutat de París i la cultura francesa, de vegades en col·laboració amb la seva germana Louise. A partir de 1925 va documentar a fons les arts decoratives franceses a través de la fotografia. Va assistir a la "Stockholmsutstäliningen" (Exposició d'Estocolm) de 1930 i hi va reunir fotografies. Mentre estava als Països Baixos, va recollir imatges de l'arquitectura holandesa contemporània.
El 1935 Bonney dirigí a Nova York la nova Maison Française, una galeria del Rockefeller Center per fomentar els llaços culturals entre França i els Estats Units.

## Fotoperiodista i fotògrafa de guerra
Després de quinze anys d'activitats en publicitat i fotografia de les arts decoratives i arquitectura per a altres, Bonney es va dedicar ella mateixa a la fotografia i es va convertir en fotoperiodista.
El 1939 va estar a Finlàndia per captar i documentar els preparatius dels Jocs Olímpics, i era l'única fotoperiodista quan Rússia va envair el país. Les seves primeres fotografies copsaren, doncs, els individus del front rus-finlandès. Per la seva documentació d'aquest grup demogràfic i d'aquest moment històric, va obtenir un gran reconeixement i.se li va concedir la medalla de valentia de l'Orde de la Rosa Blanca de Finlàndia.
Fou becada per la Carnegie Corporation per tornar a Europa i documentar els efectes de la Segona Guerra Mundial sobre la població. A França va fotografiar la invasió alemanya i fou l'única periodista estrangera que estigué present a la batalla de Sedan, al riu Mosa, entre les forces franceses i alemanyes. Més tard documentà l'alliberament de França. Les seves imatges sobre els estralls de la guerra en els nens van ser especialment commovedores, i una recopilació d'aquestes fotografies es va convertir en el seu projecte més conegut. Una col·lecció d'imatges es va mostrar al Museu d'Art Modern de la ciutat de Nova York el 1940, a la Biblioteca del Congrés, i més tard a desenes de museus arreu del món. El 1943 es va publicar al seu llibre de 1943 Europe's Children. Altres activitats inclourien el servei amb la Croix-rouge (la Creu Roja Internacional francesa).
Després de la guerra es va quedar a França, on escrivia una columna per al diari Le Figaro, mentre es continuà dedicant a la fotografia i va traduir diverses obres de teatre franceses.

## Llegat
Cap al final de la vida, Bonney va donar els seus mobles a la seva Alma mater a Berkeley, Califòrnia, i fotografies i negatius (molts duplicats els uns dels altres) a diverses institucions dels Estats Units i França. Altres documents i llibres van ser donats a la Universitat de Sant Bonaventura per Ralph King.
A França, aproximadament 3.000 dels negatius existents formen part de la col·lecció de la Caisse Nationale des Monuments Historique et des Sites (CHMHS), antigament emmagatzemat a París i avui a St. Cloud. (L'any 2000, el CHMHS es va convertir en el Centre des monuments nationaux [CMN].) S'ha copiat digitalment l'arxiu del CHMHS per guardar-ne les imatges, a causa dels negatius deteriorats. Aproximadament 2.000 negatius i 1.500 impressions formen part de la col·lecció de la Bibliothèque historique de la ville de Paris. I 3.000 negatius es conserven al Fort de Saint-Cyr, Montigny-le-Bretonneux (Yvelines).
Als Estats Units, aproximadament 4.000 impressions fotogràfiques d'època van ser donades al Cooper-Hewitt, Museu Nacional de Disseny de la ciutat de Nova York, organitzat inicialment a la dècada de 1990 amb fons del Consell de Dones de la Smithsonian Institution (SIWC) per l'arxiver Mel Byars. Però no tots existeixen avui dia. La seva extensa col·lecció de fotografies de la Segona Guerra Mundial, retrats fotogràfics de dissenyadors i arquitectes, pintures d'artistes del segle XX i els seus mobles (inclosos exemples de Pierre Chareau) va ser donat a la biblioteca de la Universitat de Califòrnia, Berkeley. La Col·lecció de Fotografia de la Biblioteca Pública de Nova York té unes 6.200 fotografies, incloent un gran nombre d'imatges de Finlàndia. Les col·leccions CNMHS i Cooper-Hewitt són accessibles; la Universitat de Califòrnia no ho és.

## Reconeixements
A més de la Rosa Blanca, el màxim reconeixement de Finlàndia, al 1941 va rebre la Creu de Guerra de França i un dels cinc graus de la Légion d'honneur. També li va ser concedida la Gran Medalla d'Honor de la Ciutat de París.

## Vida personal
Bonney no es va casar mai. Va dir que havia adoptat un nen, però legalment no ho va fer. Va proporcionar una data falsa del seu naixement, que des de llavors ha estat corregida per un certificat de naixement existent, una còpia en poder d'una biògrafa, Claire Bonney.

## Exposicions
- "War Comes to People: History Written with a Lens by Therese Bonney", The Museum of Modern Art, Nova York, 1940.
- "Selections from the Thérèse Bonney Collection of the Cooper-Hewitt, National Design Museum", Centre Internacional de Fotografia, Nova York, 1976.
- "Paris Recorded: Thérèse Bonney Collection", Cooper-Hewitt National Design Museum, Nova York, 1985.
- "Aren't They Lively?: An Exhibition of the Bequest of Thérèse Bonney, Class of 1916, University of California", Berkeley Art Museum, juny-setembre de 1992.

## Obres
- Amb la germana, Louise Bonney. Buying Antique and Modern Furniture in Paris. Nova York: Robert M. McBride and Company, 1929 | Biblioteca del Congrés NK949. P27. B6
- Amb la germana, Louise Bonney. Cooking for American Kitchens. Nova York: Robert M. McBride and Company, 1929 | Biblioteca del Congrés TX719. B673
- Amb la germana, Louise Bonney. Guide to The Restaurants of Paris. Nova York: Robert M. McBride and Company, 1929 | Biblioteca del Congrés TX637. B6
- Amb la germana, Louise Bonney. A Shopping Guide to Paris. Nova York: Robert M. McBride and Company, 1929 | Biblioteca del Congrés DC708. B55
- Remember When: A Pictorial Chronicle of the Turn of The Century and of The Days Known as Edwardian... From The Collection of M. Therese Bonney. Nova York: Coward McCann, 1933 | Biblioteca del Congrés N7592. B6
- Europe's Children, 1939 - 1943, Nova York: Rhode Publishing, 1943 | Biblioteca del Congrés D810. C4 B68 1944
- Rattray, RF amb fotografies de Bonney. Bernard Shaw: A Chronicle. Nova York: Roy Publishers, 1951 | Biblioteca del Congrés PR5366. R3